# Cimolestes
Cimolestes (від давньогрецького Κιμο λέστες, «розбійник крейди») — рід ранніх евтерій з повним набором зубів, пристосованих для поїдання комах та інших дрібних тварин. Палеонтологи не дійшли згоди щодо його зв'язку з іншими ссавцями, частково через те, що до роду були віднесені зовсім інші тварини, що робило Cimolestes групою таксонів тварин із подібними ознаками, а не родом близькоспоріднених. Скам'янілості були знайдені в Північній Америці, Південній Америці, Європі та Африці. Cimolestes вперше з'явився в пізньому крейдяному періоді Північної Америки. На думку деяких палеонтологів, Cimolestes вимер на початку палеоцену, тоді як інші повідомляють про рід з раннього еоцену.
Більшість видів описано за зубами та окремими фрагментами. Було знайдено один повний шарнірний скелет, тимчасово приписаний Cimolestes. По ньому зображено маленького, спритного хижака, який живе на деревах, із довгими пальцями на ногах, щоб хапатися за гілки, і чіпким хвостом, який принаймні вдвічі перевищує довжину його тіла. Він має найбільшу кількість хвостових хребців серед усіх ссавців.

## Класифікація
Колись цей рід вважався сумчастими; пізніше його віднесли до плацентарних ссавців, як предків Carnivora та вимерлого Creodonta. Нещодавні дослідники погодилися, що види, віднесені до Cimolestes, є примітивними евтерієвими ссавцями, членами клади Cimolesta. Зокрема, Cimolestes пов'язаний з Taeniodonta, що вказує на те, що останній розвинувся з форм, подібних до нього.